# Kommunistka
Kommunistka var en tidning som utgavs i Sovjetunionen mellan 1920 och 1930. Den var associerad med kvinnoorganisationen Zjenotdel och bildad av Inessa Armand och Alexandra Kollontaj. Tidskriften förde fram den praktiska politik som bedrevs av Zjenotdel, som var en statlig feminism med syfte att säkerställa jämställdhet mellan könen på alla områden i syfte att gynna kommunismen. 